# Camandag Island
Camandag Island ist der Name einer Insel in der Provinz Samar auf den Philippinen. Sie liegt ca. 37 km vor der Nordküste der Insel Biliran, 23 km südwestlich von Calbayog City und 70 km östlich der Insel Masbate im südlichen Teil der zentralen Samar-See. Die Insel hat eine Fläche von circa 9,8 km² und wird von der Stadtgemeinde Santo Niño verwaltet. Die auf der Insel gelegenen Barangays Balatguti, Corocawayan, Lobelobe, Pinanangnan, Sevilla und Villahermosa hatten bei der Volkszählung 2020 3965 Einwohner.
Camandag Island ist vulkanischen Ursprungs. Die Insel hat eine kreisförmige Form, deren Küstenlinie von flach eingeschnittenen Buchten geprägt wird. Die Topographie der Insel hat einen flachhügeligen Charakter und steigt im Inselzentrum bis auf über 400 Meter über dem Meeresspiegel an. Der Pflanzenwuchs der Insel besteht teilweise aus dichter, tropischer Vegetation. Eine touristische Infrastruktur existiert auf der Insel nicht.
Santo Niño Island liegt 13 km südlich, nordwestlich liegen Karikiki Island in ca. 10 km, Almagro Island in 22 km westlich und Tagapul-an Island nordwestlich in 39 km Entfernung. 37 km südwestlich liegt Maripipi Island.